# 兰德里萨利斯
兰德里萨利斯（葡萄牙語：Landri Sales）是巴西皮奥伊州的一个市镇。总面积1193.316平方公里，总人口5618人，人口密度4.7人/平方公里。